# Komlós (Beregszászi járás)
Komlós (ukránul: Хмільник, magyar átírásban: Hmilnik) település Ukrajnában, Kárpátalján, a Beregszászi járásban.

## Fekvése
Ilosvától délnyugatra, a Borzsa folyó közelében, Felsőremete és Beregkövesd közt fekvő település.

## Története
Komlós az Árpád-kori eredetű Komlóssy család ősi fészke.  A család őse Mihály ( Torpa, apja Tatamérius Vlachi de Ilosva, született kb. 1257 táján) ki még 1344 táján nyert új adományt itteni birtokaira és alapított családot. Testvérei is a szomszédos  Ilosva, Bilke, Dolha és Lipcse településeken alapították meg az Ilosvay, Bilkey, Dolhay és Lipcsey családaikat.
Komlós nevét 1341-ben említette először oklevél Komlos néven.
A település az 1800-as évek végén is birtokában volt a Komlóssy családnak. Ekkor Komlóssy János volt birtokosa.
1910-ben 531 lakosából 168 magyar, 363 ruszin volt. Ebből 404 görögkatolikus, 12 református, 11 izraelita volt.
A trianoni békeszerződés előtt Bereg vármegye Felvidéki járásához tartozott.